# Historie paleografie
Počátky paleografie sahají do 11.–12. století, kdy paleografie sloužila jako praktická znalost a jejím hlavním úkolem bylo správně číst stará písma a staré listiny, která se již v té době nevyužívala. Písaři, kteří uměli číst tato stará písma se nazývali antiquarii.
V humanistickém období přichází zájem o antické spisy a nápisy (spíše epigrafika) a jejich přepisování, popřípadě vydávání, k čemuž bylo zapotřebí správně přečíst staré texty. V tomto období se začínají sbírat a hlavně zpřístupňovat staré texty.

## Období historie paleografie

### Paleografie jako vědecká disciplína
Paleografie jako vědecká disciplína je plodem racionalismu 17. století. Vzniká spolu s další velice důležitou pomocnou vědou historickou – diplomatikou. Důvodem vzniku těchto dvou disciplín byly spory ohledně pravosti listin – tzv. Diplomatické války. Byly tedy spíše ověřovacím prostředkem.
Nejznámějším a nejvýznamnějším sporem byla pře Daniela Papebrocha a Jeana Mabillona, kdy Papebroch napadl pravost listin benediktýnského opatství St. Denis. Proti výrokům Papebrocha sepsal Jean Mabillon De re diplomatica libri sex (1. vydání 1681), kde podává rozbor listin a poskytuje důkaz o jejich pravosti.
Dílo Jeana Mabillona bylo přelomovou prací a dalo by se říct, že je prvním dílem k pomocným vědám historickým – diplomatice a paleografii. Základním úkolem této práce bylo rozlišení falz od pravých dokumentů. Ve svém díle Mabilllon rozebírá historický vývoj listin v různých zemích a také nastiňuje metody, které je třeba použít ke správnému zhodnocení originality a pravdivosti listiny. Mabillon tvrdí, že je třeba věnovat zvláštní pozornost každé části listiny (pečeť, materiál, písmo, pravopis). Autor připouští, že mnohé historické listiny nejsou pravé, ale zároveň upozorňuje, že nemusí být zfalšované se zlým úmyslem. Po dlouhou dobu nebylo jeho dílo překonáno.

### Paleografie v 18. století
Francouzský benediktýn a historik Bernard de Montfaucon, který pracoval nějaký čas pod Jeanem Mabillonem, přichází s názvem paleografie. Montfaucon vydává učebnici starořeckých písem Palaeographia graeca (Řecká paleografie, 1708). Za tím účelem prozkoumal více než 11 000 rukopisů. Je tedy považován za zakladatele řecké paleografie.
Další osobností paleografie je Scipione Maffei, italský básník a učenec z Verony. Přišel se základní klasifikací (majuskula, minuskula, kurzíva). Také zkoumal genetickou souvislost písem římsko-latinského okruhu.
Prvním pokusem o navázání na Mabillonovu práci byl Nový traktát o diplomatice (6 svazků 1750–1765) od Charlese Francoise Toustaina a Reného Prospera Tassina. I když je jejich dílo uznávané, je nejasné a nepřehledné.
První seminář PVH byl založen německým historikem Johannem Christophem Gattererem. Ve své práci Abriss der Diplomatik (1798) se snaží o systematický výklad o písmu, mechanické aplikování představ z oboru rostlinné systematiky (Carl Linné).
O zdůraznění samostatnosti paleografie a diplomatiky jako nezávislých disciplín se pokusil německý právník a diplomatik Carl Traugott Gottlob Schönemann ve své práci Grundriß einer Encyclopädie der historischen Wissenschaften.

### Paleografie v 19. století
Devatenácté století přineslo nové impulsy pro paleografii a obecně pro další vývoj PVH. Důležité vědecké objevy – objeveny nejstarší palimpsesty, voskové tabulky v Sedmihradsku, archeologické vykopávky v Pompejích a Herculaneu. Velká francouzská revoluce byla další důležitou události, která zapříčinila zpřístupnění šlechtických archivů a knihoven pro vědecké bádání.

#### École des Chartes
École des Chartes (Paříž 1821) (dnes École nationale des chartes) byla první školou věnovanou archivářům a knihovníkům, která měla samostatnou stolici pro paleografii a diplomatiku. Po jejím vzoru vznikají další školy – Scuola Vaticana di Paleografia, Diplomatica e Archivistica (Vatikán 1884); Státní archivní škola (Praha 1919 – 1949).
Další důležité osobnosti École des Chartes:
- Léopold Delisle – zabýval se písařskými školami franské říše, rukopisy, napsal spis o skriptoriu v Tours v 9. století.
- Maurice Prou – příručka latinské a francouzské paleografie od 6. do 17. století.
- Jean-Marc Chatelain – výzkum unciály a polounciály, zabýval se paleografii klasické latiny, metodické prohloubení paleografické práce, přesný popis písma a získávání ukázek.

#### Monumenta germaniae historica
Monumenta Germaniae Historica (MGH) (MGH) je mnohosvazková edice písemných pramenů ke středověkým německým dějinám do roku 1500. Vznik tohoto projektu inicioval pruský státník a historik Karl von Stein, který za tímto účelem založil roku 1819 Gesellschaft für ältere deutsche Geschichtskunde (Společnost pro starší německé dějiny). 
Řady MGH:
- I. Scriptores (spisovatelé) – edice narativních pramenů (životopisů, kronik, análů apod.).
- II. Leges (zákony) – edice kapitulářů, koncilních usnesení atd.
- III. Diplomata (listiny) – edice listin, všechny listiny z období králů a císařů od merovejských z 481, přes karolínské, otonské a sálské až po štaufského císaře Fridricha II. v roce 1212.
- IV. Epistolae (dopisy).
- V. Antiquitates (starožitnosti) – edice středověkých básní, nekrologů, či pamětních knih.

Theodor von Sickel
Důležitou osobností na poli paleografie a diplomatiky je německo-rakouský historik a diplomatik Theodor von Sickel. Od roku 1857 působil na Vídeňské univerzitě a mezi lety 1869–1891 zde vedl Institut für Österreichische Geschichtsforschung. Od roku 1875 byl členem týmu okolo Monumenta Germaniae Historica a mezi lety 1897–1908 vedl bavorskou akademii věd. V roce 1881 založil v Římě při Vatikánském tajném archivu Österreichisches Historische Institut, který zpočátku využívali i čeští badatelé, např. Josef TeigeLadislav Klicman a Josef Šusta.
Za zmínku dále stojí:
- Franz Steffens – Lateinische Paläographie – světlotiskové ukázky písma od římské doby až do 18. století
- Anton Chroust – Monumenta palaeographica
- Albert Bruckner – Scriptoria medii aevi Helvetica

### Paleografie ve 20. století
Německo
Důležitou osobností na poli paleografie v Německu byl Ludwig Traube. Zabýval se hlavně knižním písmem a odklonil se od diplomatiky. Studoval zkratky ve středověkých rukopisech – Nomina Sacra. Provedl důkladnější typologii písma (duktus) a zkoumal styky mezi písařskými středisky. Jeho významným žákem byl Paul Lehmann, který se také zabýval knižním písmem.
Anglie
- Edward M. Thompson – ředitel British Museum, dílo: Handbook of Greeek and Latin Paleography; An intoduction to Greek and Latin Paleography.
- Elias Avery Lowe – žák Lehmanna, studoval beneventské písmo aj. Dílo: katalog Codices latini antiquiores; Chartae latinae antiquiores.

Itálie
- Ernesto Monaci – italský filolog, zabýval se písmem rukopisů (faksimilová edice Archivio paleografico italiano)
- Cesare Paoli – italský historik a paleograf, zabýval se zběžným písmem a středověkými zkratkami.
- Luigi Schiaparelli – italský historik, paleograf a diplomatik, zabývá se písmy pozdně antického Říma. Studium vývoje národních písem a studium zkratek. Působil na paleografické vatikánské škole.

Další důležité osobnosti
- Leo Santifaller – rakouský historik z Jižních Tyrol, ředitel IÖG. Velkou pozornost věnoval listinám a psacím látkám papežské kanceláře a jako první projevil zájem o novověké písmo.
- Karol Górski – polský historik, studium novověkých písem, hlavně novogotického písma (Neografia gotycka)

Dějiny paleografie v Čechách
Počátky na konci 18. století – pražské učenecké kruhy:
- Polemiky o pravosti zakládacích listin břevnovského kláštera z 993 – Dobrovský, Dobner, Pubitschka.
- Další polemiky – rukopis evangelia sv. Marka – Dobrovský

První prací o paleografii bylo Pojednání o zavedení, užívání a změnách písmen a psaní v Čechách (1785), od Mikuláše Adaukta Voigta.
Většina českých vědců, zabývající se paleografii vystudovalo IÖG:
- Josef Emler – O písemnictví středního věku
- Josef Teige – O původu a dějinách našeho písma (shrnutí dosavadních znalostí pro širší veřejnost)
- Gustav Friedrich – 1. ředitel Státní archivní školy, Učebná kniha paleografie latinské (soudobý stav disciplíny v evropském kontextu)
- Václav Vojtíšek – Písaři manuálů radních nového města pražského z let 1548–1553.
- Zdeněk Kristen – hesla o písmu a paleografii v Ottově slovníku naučném nové doby

Paleografie v Čechách po 1990
Paleografii se dostalo v 90. letech 20. století velkému zpracování od českých historiků a archivářů. Vznikaly učebnice, příručky, odborná literatura ale i populární práce. Stojí zde za to zmínit autory a jejich práce:
- Ivan Hlaváček – Dvě kritické úvahy nad současnou zahraniční i domácí paleograficko-kodikologickou produkcí; Přehledné dějiny PVH v českých zemích (se zvláštním zřetelem ke stolici oboru na FF UK)
- Dalibor Havel – Listinné písmo v českých zemích na přelomu 13. a 14. století.
- Hana Pátková – Česká středověká paleografie.
- František Muzika – Krásné písmo ve vývoji latinky I-II.
- Lenka Horáková – Jakub Zouhar, Paleografická čítanka novověkých diplomatických textů.
- Ivana Ebelová – Klíč k novověké paleografii.
- Václav Hásek a kol. – Učebnice čtení starých textů k výuce v kurzech i pro samouky.
- Jaroslav Kašpar – Soubor statí o novověkém písmu – terminologie, písařské školy a učebnice psaní, školní písmo
- Jiří Roháček – nápisové písmo, náš přední epigrafik

Časopisy k paleografii
- Německo: Archiv für Schriftkunde
- VB: Paleographia Latina I – VI; dnes zaniklý (1922–1927).
- Belgie: Scriptorium – od r. 1926, i kodikologie, středověké rukopisy hlavně, recenzní rubrika.
- Itálie: Scrittura e civilta („písmo a společnost“) – 1977–2001.
- Francie: Gazette du livre medieval – od 1982 dosud.